# Битва при Шрусбери
Битва при Шрусбери — сражение между армией короля Англии из дома Ланкастеров Генриха IV и армией мятежников, возглавляемой Генри Перси.

## Предыстория
Род Перси поддерживал Генриха IV в войне с Ричардом II, в итоге которой Генрих получил корону. Также Перси поддержали короля в начале восстания в Уэльсе и в конфликтах с шотландцами.
Генрих опирался на нескольких крупных землевладельцев, которым обещал деньги, землю и королевское расположение за оказанную ранее поддержку. С окончанием военных действий графство Камберленд предназначалось семье Перси, но в итоге они не получили ни этот актив, ни денежное возмещение. Томас Перси, граф Вустер и его племянник Генри Хотспур публично отказались от клятвы верности королю, которого также обвинили во лжесвидетельстве по нескольким эпизодам:
- сохранение за собой прежних титулов и земель после воцарения;
- обложение налогом духовенства вопреки ранним обещаниям;
- заключение Ричарда II в тюрьму и его убийство;
- недопуск свободных выборов в парламент;
- отказ выкупать у Оуайна Глиндура Эдмунда Мортимера;
- взятие под свою опеку пленённых в битве при Хомильдон-Хилле шотландских дворян и запрет Перси на их освобождение в обмен за выкуп[1].

Восстание началось в начале июля 1403 года, когда Генри Хотспур с 200 людьми начал долгий марш на юг для встречи со своим дядей Томасом. К этому отряду присоединился ряд аристократов, вроде Томаса Бардольфа, большая часть армии которого была набрана во враждебном Генриху IV Чешире. Надежда на помощь самопровозглашённого короля Уэльса Оуайна Глиндура не оправдалась: занятый боями в Кармартеншире, он просто не знал о действиях Перси, хотя отдельные отряды валлийцев на границе с Чеширом могли присоединиться к мятежникам. Целью Перси был сильно укреплённый город Шрусбери в Шропшире.
Генрих IV узнал о манёврах Перси 12 июля в Бертон-апон-Тренте, когда двигался к нему на помощь для борьбы с шотландцами. После этого от выдвинулся к Шрусбери, успев занять город до прибытия мятежников.
Оба войска встали друг перед другом 20 июля, разместив лагери к северу и югу по реке Северн. На следующий день королевские войска перешли реку в Уффингтоне в миле к востоку от Шрусбери для недопущения возможного отступления врага в Чешир. Этот манёвр не удался и армии заняли позиции на гороховом поле, именовавшемся «Haytleyfield», «Husefeld», «Berwykfeld», «Bolefeld». Бой начался в поместье Харлескотт в миле к юго-западу от места, где теперь находится Battlefield Church.
Размеры двух войск в средневековых хрониках преувеличивались. Анналы Генриха Четвёртого оценивали размер королевской армии в 14 000 человек, в то время как Ваурин настаивал на цифре в 60 000. Численность мятежников Джон Капгрейв в своей «Английской хронике» оценивал в 14 000 человек, по общему мнению они уступали в численности лоялистам.
Большая часть утра субботы 21 июля прошла в переговорах. Аббат Шрусбери и Хаугмонда Томас Престбёри представил требования короля, которые были отвергнуты Генри Перси. К полудню переговоры были окончены и армии двинулись навстречу друг к другу. В этот момент один мятежный рыцарь перешёл в королевский лагерь и получил помилование, несколько его сторонников были посвящены в рыцари самим Генрихом.

## Сражение
Битва началась с массовой перестрелки лучников, многие бойцы были выведены из строя ещё до рукопашной. Перевес на этом этапе был за лучниками мятежников. Правое крыло королевского войска было обращено в бегство. Принц Уэльский был ранен стрелой в лицо, но левое крыло, бывшее под его командованием, держалось.
Сэр Генри Перси предпринял атаку, нацеленную на короля. Королевское знамя пало и знаменосец был убит, однако сам Перси при этом погиб. После некоторой неразберихи стало, наконец, ясно, что король жив, а предводитель мятежников убит. На этом битва завершилась, а мятежники покинули поле боя.

## Последствия
Результаты сражения были неоднозначными и даже среди участников битвы были разногласия на тему того, кто же в результате победил, поскольку королевская армия потеряла в бою заметно больше людей, а предводитель мятежников погиб.

## В искусстве
Битва и многие её участники изображены в хронике Уильяма Шекспира «Король Генрих IV».